# Пеннінґтон (округ, Південна Дакота)
Шаблон:StateAbbr_ 44°01′ пн. ш. 102°49′ зх. д. / 44.01° пн. ш. 102.82° зх. д.
Округ  Пеннінґтон (англ. Pennington County) — округ (графство) у штаті  Південна Дакота, США. Ідентифікатор округу 46103.

## Історія
Округ утворений 1875 року.

## Демографія
За даними перепису 2000 року загальне населення округу становило 88565 осіб, зокрема міського населення було 67903, а сільського — 20662. Серед мешканців округу чоловіків було 43892, а жінок — 44673. В окрузі було 34641 домогосподарство, 23271 родин, які мешкали в 37249 будинках. Середній розмір родини становив 3.
Віковий розподіл населення поданий у таблиці:
| Стать    | До 15 років | 15-21 | 22-29 | 30-39 | 40-49 | 50-65 | 65-85 | Понад 85 |
| -------- | ----------- | ----- | ----- | ----- | ----- | ----- | ----- | -------- |
| Чоловіки | 10062       | 5014  | 4947  | 6166  | 7045  | 6225  | 4068  | 365      |
| Жінки    | 9388        | 4663  | 4719  | 6322  | 7133  | 6430  | 5130  | 888      |

## Суміжні округи
- Мід — північ
- Зібек — північний схід
- Хокон — північний схід
- Джексон — південний схід
- Шеннон — південь
- Кастер — південний захід
- Вестон, Вайомінґ — захід
- Лоуренс — північний захід

## Виноски
1. ↑  US Decennial Census. US Census Bureau. Процитовано 28 березня 2015.
2. ↑  Historical Census Browser. University of Virginia Library. Архів оригіналу за 11 серпня 2012. Процитовано 28 березня 2015.
3. ↑  Forstall, Richard L., ред. (27 березня 1995). Population of Counties by Decennial Census: 1900 to 1990. US Census Bureau. Процитовано 28 березня 2015.
4. ↑  Census 2000 PHC-T-4. Ranking Tables for Counties: 1990 and 2000 (PDF). US Census Bureau. 2 квітня 2001. Процитовано 28 березня 2015.
5. ↑  State & County QuickFacts. Бюро перепису населення США. Архів оригіналу за 28 липня 2011. Процитовано 28 листопада 2013.(англ.) Наведено за англійською вікіпедією.
6. ↑  American FactFinder. Бюро перепису населення США. Архів оригіналу за 26 лютого 2012. Процитовано 31 січня 2008.

| США | Це незавершена стаття з географії США. Ви можете допомогти проєкту, виправивши або дописавши її. |